# Качаник
Качаник (алб. Kaçanik или Kaçaniku; серб. Качаник) — город на Балканском полуострове, в Косове. Согласно административно-территориальному делению Сербии входит в Косовский округ автономного края Сербии Косово и Метохия, Согласно административно-территориальному делению частично признанной Республики Косово, фактически контролирующей город, является административным центром одноимённой общины Республики Косово.

## Административная принадлежность
| Сербская позиция                                           | Албанская позиция                            |
| ---------------------------------------------------------- | -------------------------------------------- |
| входит в Косовский округ автономного края Косово и Метохия | входит в Урошевацкий округ Республики Косово |

## Население
В городе проживают 43 000 человек, албанцы составляют 99,9 %.